# Мамедов, Тураб Сулейман оглы
Тураб Сулейман оглы Мамедов (азерб. Turab Süleyman oğlu Məmmədov; 1911, Карадаглы — 1986, там же) — советский азербайджанский агроном, Герой Социалистического Труда (1948). Мастер хлопка Азербайджанской ССР (1957).

## Биография
Родился 10 мая 1911 года в селе Карадаглы Шушинского уезда Елизаветпольской губернии (ныне Агдамский район Азербайджана).
Участник Великой Отечественной войны.
Начал трудовую деятельность в 1932 году рядовым колхозником в колхозе имени Тельмана Агдамского района, позже бригадир и председатель этого же колхоза. В 1947 году получил высокий урожай хлопка — 86,25 центнера с гектара на площади 10 гектаров.
Указом Президиума Верховного Совета СССР от 10 марта 1948 года, за получение высоких урожаев хлопка и пшеницы в 1947 году на поливных землях при выполнении колхозами обязательных поставок и контрактации по всем видам сельскохозяйственной продукции, натуроплаты за работы МТС в 1947 году и обеспеченности семенами всех культур для весеннего сева 1948 года, Мамедову Турабу Сулейман оглы присвоено звание Героя Социалистического Труда с вручением ордена Ленина и золотой медали «Серп и Молот».
Активно участвовал в общественно-политической жизни страны. Принимал участие во Всемирном конгрессе сторонников мира в Москве (1949). Делегат XVIII, XIX, XXII и XXIV съездов Коммунистической партии Азербайджана.
С 1963 года пенсионер союзного значения.
Ушел из жизни в 1986 году в родном селе.